# Bartholomäus Ringwaldt
Bartholomäus Ringwaldt (* um 1530 in Frankfurt (Oder); † vermutlich 9. Mai 1599 in Langenfeld bei Zielenzig; heute Długoszyn bei Sulęcin, Polen) war ein didaktischer Dichter und lutherischer Theologe.

## Leben
Ringwaldt stammte aus Frankfurt an der Oder, jedoch sind seine Eltern nicht bekannt. Auch sein genaues Geburtsdatum ist nicht überliefert. Im Vorwort der Komödie Plagium, einer Übertragung des gleichnamigen lateinischen Werks von Daniel Cramer ins Deutsche, das er am 12. Januar 1597 unterzeichnete, schreibt er über sich, es habe ein Alter „jtzt von 66 Jahren, vnd [sei] vber 40 Jar im heiligen Ministerio gewesen“. Daraus ergibt sich, dass er vermutlich 1530 geboren wurde. 
Bereits 1543 immatrikulierte er sich als Bartholomaeus Ringenwaldt Francofordiensis puer, also Knabe, an der Universität seiner Heimatstadt. Dort lernte er Hieronymus Schurff kennen, der seit 1547 eine juristische Professur bekleidete. Seine erste Pfarrstelle erhielt er 1556, wobei der Ort nicht bekannt ist. Von dort wechselte er 1559 nach Pieske. 1566 berief ihn sein entfernter Verwandter Franz Neumann, der Herrenmeister der Ballei Brandenburg des Johanniterordens in Sonnenburg, zum Pfarrer zu Langenfeld in der brandenburgischen Neumark. In der Auseinandersetzung um die Einführung der Konkordienformel positionierte Ringwaldt sich als entschiedener Lutheraner, vermied aber konfessionelle Zänkereien.
Ringwaldt war zweimal verheiratet. Der Name seiner ersten Frau ist nicht bekannt. Nach ihrem Tod schloss er um 1592 eine zweite Ehe mit Dorothea Krüger aus Crossen. Von seinen Kindern sind zwei Söhne bekannt, Johann, der Archidiakon in Seehausen war, und Christian († 30. Januar 1658), Kaufmann und Bürger in Rauen in Litauen.

## Werk
Ringwaldt begann erst in einem fortgeschrittenen Alter seine Dichtungen zu veröffentlichen. 1577 ließ er die ersten Lieder drucken.
Zu den bekannteren unter seinen geistlichen Liedern gehören Herr Jesu Christ, du höchstes Gut und Es ist gewisslich an der Zeit, eine Nachdichtung der Sequenz Dies irae der lateinischen Totenmesse. In seinem Lehrgedicht Die lautere Wahrheit (zuerst Erfurt 1585) wird dargetan, „wie sich ein weltlicher und geistlicher Kriegsmann in seinem Beruf verhalten soll“. Ein anderes didaktisches Gedicht von Ringwaldt, die Christliche Warnung des treuen Eckart (Frankfurt (Oder), 1590), enthält als Bericht einer Vision die „Beschreibung des Zustandes im Himmel und der Höllen, samt aller Gelegenheit, Freude und Wonne der Gottseligen, auch Ach und Weh der Verdammten“. Das Speculum mundi, eine feine Komödie, darin abgebildet, wie übel an etlichen Orten getreue Prediger, welche die Wahrheit reden, verhalten werden (Frankfurt (Oder), 1592) kann als dramatisches Sittengemälde der damaligen Zeit bezeichnet werden.
Johann Sebastian Bach komponierte 1724 eine Choralkantate Herr Jesu Christ, du höchstes Gut, BWV 113 und benutzte einzelne Strophen des Liedes in anderen Kantaten.

## Ausgaben
- Federica Masiero (Hrsg.): Plagium. Comoedia von Daniel Cramer (1593) mit der deutschen Übersetzung von Bartholomäus Ringwaldt (1597). Weidler, Berlin 2009, ISBN 978-3-89693-547-2.